# Parque del Pueblo (Dávao)
El Parque del Pueblo es un parque público urbano en el centro de la ciudad de Dávao, en la isla de Mindanao, al sur de Filipinas. El parque está cubierta de una exuberante vegetación, con más de 1.000 especies de plantas de todo el mundo, incluyendo el sudeste de Asia, Oceanía, África y América del Sur.
El parque es conocido por las esculturas sobre los nativos del artista de Mindanao Kublai Millan, y su fuente de baile es un destino popular para los lugareños en la noche. El centro de visitantes del parque está inspirado en durians y tiene una gran colección de muchas especies de bambúes . Ha sido descrito como "uno de los parques públicos más limpios y más verdes " en las Filipinas. 
El parque tiene una superficie de 4 hectáreas (9,9 acres). Antiguamente, era una planta en ruinas. Se convirtió en un parque que fue inaugurado el 15 de diciembre de 2007. Su nombre fue elegido en el concurso " Nombre del parque" organizado por el gobierno de la ciudad.